# Tapinolepis
Tapinolepis is een geslacht van vliesvleugelige insecten van de familie Mieren (Formicidae).

## Soorten
- T. bothae (Forel, 1907)
- T. candida (Santschi, 1928)
- T. deceptor (Arnold, 1922)
- T. decolor (Emery, 1895)
- T. litoralis (Arnold, 1958)
- T. longitarsis (Collingwood & Agosti, 1996)
- T. macgregori (Arnold, 1922)
- T. macrophthalma (Arnold, 1962)
- T. mediterranea (Mayr, 1866)
- T. melanaria (Arnold, 1922)
- T. pernix (Viehmeyer, 1923)
- T. simulans (Santschi, 1908)
- T. trimenii (Forel, 1895)
- T. tumidula (Emery, 1915)